# Michael Innes
Pour les articles homonymes, voir Innes.
John Innes Mackintosh Stewart (Édimbourg, Écosse, 30 septembre 1906 - Coulsdon, 12 novembre 1994) est un écrivain écossais et un professeur de littérature, surtout connu pour ses romans policiers publiés sous le pseudonyme de Michael Innes.

## Biographie
Diplômé de l'université d'Oxford en 1929, la même année que W.H. Auden et Christopher Isherwood, J.I.M. Stewart se rend peu après à Vienne pour y étudier la psychanalyse freudienne pendant un an. En 1932, il épouse Margaret Harwick ; le couple aura cinq enfants. En 1936, il quitte l'Angleterre pour l'Australie et devient professeur de littérature anglaise à l'Université d'Adélaïde. C'est pendant les longues traversées entre le continent australien et Liverpool que, pour tromper son ennui, Stewart écrit un premier roman policier, Un cas d'école, publié en 1936 sous le pseudonyme de Michael Innes. Dans ce roman apparaît pour la première fois l'inspecteur John Appleby, héros récurrent d'une série qui comptera à son terme, en 1986, quelque cinquante romans policiers et plusieurs douzaines de nouvelles. En 1937, la deuxième enquête de Appleby, La Vengeance d'Hamlet (1937), accentue la présence de références livresques au sein d'une intrigue bien menée ; un trait distinctif de cet auteur de whodunit admis au prestigieux Detection Club en 1949.
À la fin de la Seconde Guerre mondiale, J.I.M. Stewart regagne définitivement le Royaume-Uni. Il y poursuit sa carrière d'universitaire d'abord à Belfast, puis à Oxford. En parallèle à ses publications policières, il signe de son véritable nom plusieurs romans non-policiers et des essais littéraires qui font autorité sur de grandes figures des lettres anglaises : Conrad, Hardy, Joyce, Kipling, Peacock et Shakespeare.
Il meurt en 1994, à l'âge de 88 ans, à Coulsdon, une ville dans le district londonien de Croydon.

## Œuvre

### Romans

#### SérieJohn Appleby
- Death at the President's Lodging ou Seven Suspects (1936) Publié en français sous le titre Un cas d'école, Paris, 10/18, Grands Détectives no 2960, 1998
- Hamlet, Revenge! (1937) Publié en français sous le titre La Vengeance d'Hamlet, Paris, 10/18, Grands Détectives no 2961, 1998
- Lament for a Maker (1938) Publié en français sous le titre Requiem pour un poète, Paris, 10/18, Grands Détectives no 3058, 1998
- Stop Press ou The Spider Strikes (1939) Publié en français sous le titre L'araignée frappe encore, Paris, 10/18, Grands Détectives no 3160, 1999
- The Secret Vanguard (1940)
- There Came Both Mist and Snow  ou A Comedy of Terrors (1940) Publié en français sous le titre Et la brume et la neige, Paris, 10/18, Grands Détectives no 3560, 2003
- Appleby on Ararat (1941)
- The Daffodil Affair (1942)
- The Weight of the Evidence (1943)
- Appleby's End (1943)
- A Night of Errors (1947)
- Operation Pax ou The Paper Thunderbolt (1951)
- A Private View ou One-Man Show and Murder is an Art (1952)
- Appleby Plays Chicken ou Death on a Quiet Day (1957)
- The Long Farewell (1958)
- Hare Sitting Up (1959)
- Silence Observed (1961)
- A Connoisseur's Case ou The Crabtree Affair (1962) Publié en français sous le titre Le Mort qui revenait de loin, Paris, Fleuve noir, coll. Littérature policière no 9, 1983
- The Bloody Wood (1966)
- Appleby at Allington ou Death by Water (1968)
- A Family Affair ou Picture of Guilt (1969)
- Death at the Chase (1970)
- An Awkward Lie (1971)
- The Open House (1972) Publié en français sous le titre Opération portes ouvertes, Paris, Fleuve noir, coll. Littérature policière no 22, 1985
- Appleby's Answer (1973)
- Appleby's Other Story (1974)
- The Gay Phoenix (1976)
- The Ampersand Papers (1978)
- Sheiks and Adders (1982)
- Appleby and Honeybath (1983)
- Carson's Conspiracy (1984)
- Appleby and the Ospreys (1986)

#### Autres romans
- From London Far ou The Unsuspected Chasm (1946)
- What Happened at Hazelwood (1946)
- The Journeying Boy ou The Case of the Journeying Boy (1949) Publié en français sous le titre Danger !, Paris, Le Limier no 40, 1952 Publié en français dans un autre traduction sous le titre Le Voyage d'Humphrey Paxton, Paris, Garnier, coll. Les Classiques de l'énigme, 1979
- Christmas at Candleshoe ou Candleshoe (1953)
- The Man from the Sea ou Death by Moonlight (1955)
- Old Hall, New Hall ou A Question of Queens (1956)
- The New Sonia Wayward ou The Case of Sonia Wayward (1960)
- Money from Holme (1964)
- A Change of Heir (1966)
- The Mysterious Commission (1974)
- Honeybath's Haven (1977)
- Going it Alone (1980)
- Lord Mullion's Secret (1981)

### Nouvelles

#### Recueil de nouvelles de la sérieJohn Appleby
- Appleby Talks Again (1956)
- The Appleby File (1975)
- Appleby Talks About Crime (2010), anthologie posthume

#### Autres recueils de nouvelles policières
- The Man Who Wrote Detective Stories (1959)
- Cucumber Sandwiches (1969)
- Our England Is a Garden (1979)
- The Bridge at Arta (1981)
- My Aunt Christina (1983)
- Parlour Four (1984)

#### Nouvelles de la sérieJohn Appleby
- Lesson in Anatomy (1946) Publié en français sous le titre Leçon d'anatomie, Paris, Opta, Mystère Magazine no 126, juillet 1958
- Tragedy of a Handkerchief (1947)
- The Key (1950) Publié en français sous le titre La Clé, Paris, Fayard, Le Saint détective magazine no 32, octobre 1957
- The Sands of Thyme (1953)
- The Cave of Belarius (1953)
- Imperious Caesar (1953)
- Inspector Appleby's First Case (1953)
- Dead Man's Shoes (1953)
- The X-Plan (1953)
- The Clancarron Ball (1953)
- A Matter of Goblins (1954)
- The Scattergood Emeralds ou True or False? (1954)
- Chocolates for Miss Pinhorn (1955) Publié en français sous le titre Des chocolats pour Miss Pinhorn, Paris, Fayard, Le Saint détective magazine no 29, juillet 1957
- The Perfect Murder ou The Detective Story (1955)
- A Very Odd Case Indeed (1955)
- A Test of Identity (1955)
- Tom, Dick and Harry (1955)
- The Ghost of a Ghost (1955)
- The Ragged Pedestrian (1956) Publié en français sous le titre Le Souci de l'honorabilité, Paris, Fayard, Le Saint détective magazine no 25, mars 1957
- The Metal Ribbon (1956) Publié en français sous le titre Disparition d'un savant, Paris, Opta, Mystère Magazine no 131, décembre 1958
- The Cellini Salt-Cellar (1956)
- The Heritage Portrait (1956)
- The Magic Painting (1956) Publié en français sous le titre Le Tableau magique, Paris, Opta, Mystère Magazine no 144, janvier 1960
- Ogne 1954 (1956) Publié en français sous le titre Ogne, 1954, Paris, Opta, Mystère Magazine no 224, septembre 1966
- Who Suspects the Postman? ou In the Bag (1958)
- The Author Changes His Style ou News Out of Persia (1958)
- The Disagreeable Corpse (1959)
- Policeman's Holiday (1959)
- Appleby's Fables (1960) Publié en français sous le titre Les Enquêtes d'Appleby, Paris, Fayard, Le Saint détective magazine no 69, novembre 1960
- Father and Son (1960) Publié en français sous le titre Père et Fils, Paris, Fayard, Le Saint détective magazine no 75, juin 1961
- Priest's Holes (1960)
- The Mousetrap (1963) Publié en français sous le titre Pris à son propre piège, Paris, Fayard, Le Saint détective magazine no 107, janvier 1964
- Death in the Sun (1964)
- The End of the End (1966) Publié en français sous le titre Le Fond du puits, Paris, Opta, Mystère Magazine no 250, décembre 1968
- Death of a Fisherman (1970)

### Ouvrages signés J. I. M. Stewart

#### Essais
- Educating the Emotions (1944)
- Character and Motive in Shakespeare (1949)
- James Joyce (1957)
- Eight Modern Writers (1963)
- Thomas Love Peacock (1963)
- Rudyard Kipling (1966)
- Joseph Conrad (1968)
- Shakespeare's Lofty Scene (1971)
- Thomas Hardy: A Critical Biography (1971)

#### Romans
- Mark Lambert's Supper (1954)
- The Guardians (1955)
- A Use of Riches (1957)
- The Man Who Won the Pools (1961)
- The Last Tresilians (1963)
- An Acre of Grass (1965)
- The Aylwins (1966)
- Vanderlyn's Kingdom (1967)
- Avery's Mission (1971)
- A Palace of Art (1972)
- Mungo's Dream (1973)
- The Gaudy (1974)
- Young Patullo (1975)
- Memorial Service (1976)
- The Madonna of the Astrolabe (1977)
- Full Term (1978)
- Andrew and Tobias (1980)
- A Villa in France (1982)
- An Open Prison (1984)
- The Naylors (1985)
- Short Story Collections
- The Man Who Wrote Detective Stories (1959)
- Cucumber Sandwiches (1969)
- Our England is a Garden (1979)
- The Bridge at Arta (1981)
- My Aunt Christina (1983)
- Parlour Four (1984)

#### Autobiographie
- Myself and Michael Innes: A Memoir (1987)

## Sources
- Claude Mesplède (dir.), Dictionnaire des littératures policières, vol. 1 : A - I, Nantes, Joseph K, coll. « Temps noir », 2007, 1054 p. (ISBN 978-2-910-68644-4, OCLC 315873251), p. 1028-1029.